# 泰鲁尔德维尔
泰鲁尔德维尔（法語：Thérouldeville，法語發音：[teʁuldəvil]）是法国滨海塞纳省的一个市镇，属于勒阿弗尔区。

## 地理
泰鲁尔德维尔（49°45'31"N, 0°31'24"E）面积4.58 平方千米，位于法国诺曼底大区滨海塞纳省，该省份为法国北部沿海省份，其西部及北部濒大西洋英吉利海峡，东起顺时针与索姆省、瓦兹省、厄尔省和卡爾瓦多斯省接壤。
与泰鲁尔德维尔接壤的市镇（或旧市镇、城区）包括：昂热维尔-拉马尔泰勒、特维尔欧马约、瓦尔蒙。

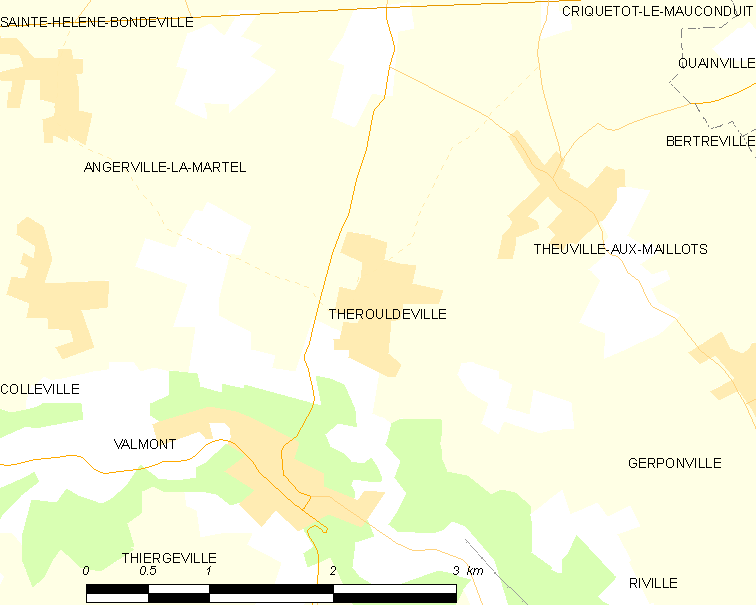
泰鲁尔德维尔的OSM定位图

泰鲁尔德维尔的时区为UTC+01:00、UTC+02:00（夏令时）。

## 行政
泰鲁尔德维尔的邮政编码为76540，INSEE市镇编码为76685。

## 政治
泰鲁尔德维尔所属的省级选区为费康县。

## 人口

1962-2008年间泰鲁尔德维尔人口变化图示

泰鲁尔德维尔于2022年1月1日时的人口数量为672人。